# حمله جانوران

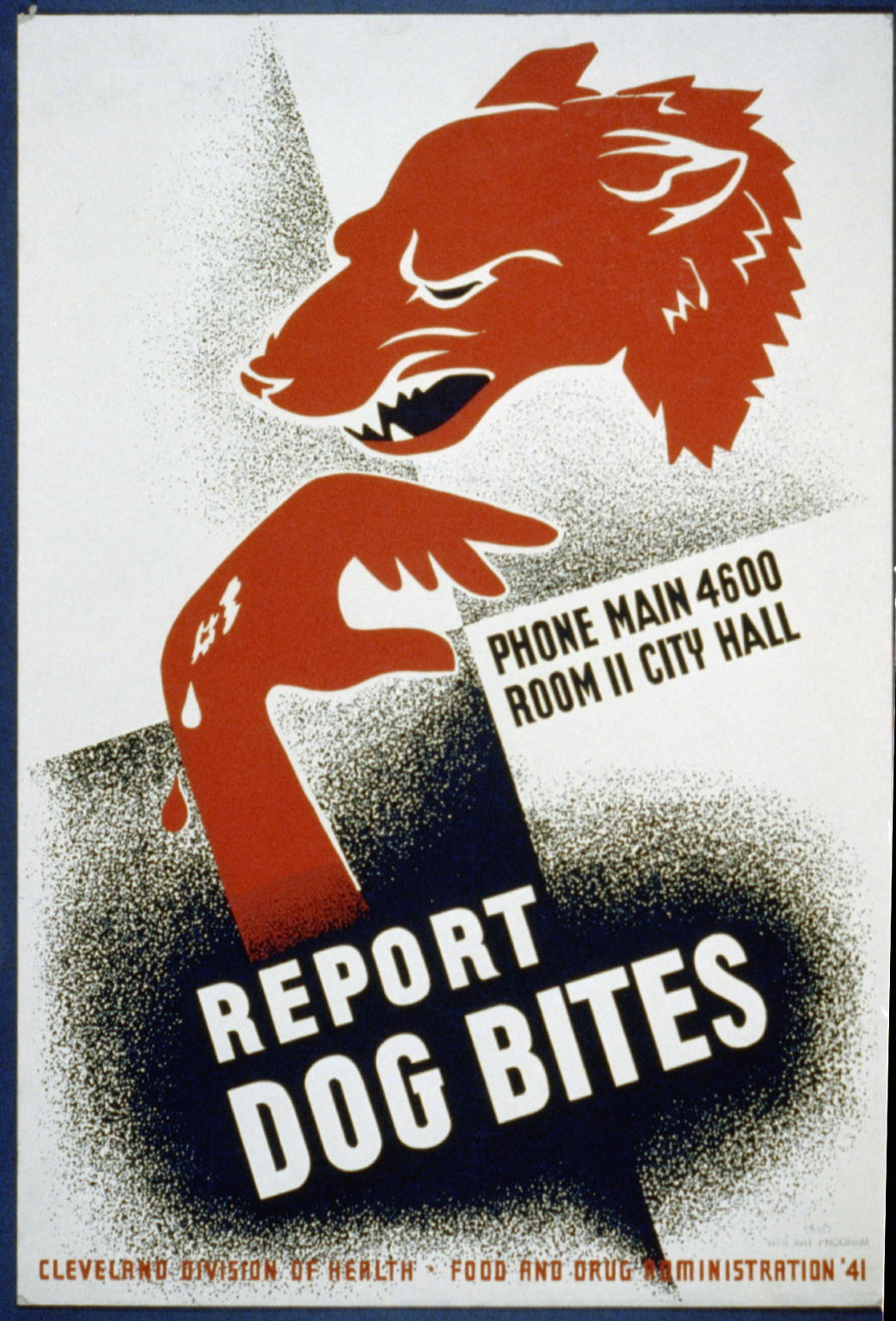
پوستر سال ۱۹۴۱ برای بخش سلامت کلیولند که قربانیان گازگرفتگی سگ را تشویق می‌کند تا سگ‌گزیدگی را به مقامات مربوطه گزارش دهند.

حمله جانوران یا حمله حیوانات، حمله خشونت‌آمیزی است که توسط جانوران علیه انسان ایجاد می‌شود که یکی از رایج‌ترین موارد آن گاز گرفتن است. این حمله‌ها عامل زخم‌ها و تلفات انسانی در سراسر جهان هستند. بر اساس کتاب منبع مالکیت و جمعیت حیوانات خانگی ایالات متحده در سال ۲۰۱۲، ۵۶ درصد از شهروندان ایالات متحده یک حیوان خانگی داشتند. در ایالات متحده در سال ۱۹۹۴، تقریباً ۴٫۷ میلیون نفر توسط سگ گاز گرفته شدند. فراوانی حمله حیوانات با موقعیت جغرافیایی و همچنین ترشح هورمونی متفاوت است. غدد گناد که در قسمت قدامی غده هیپوفیز قرار دارند، هورمون‌های آندروژن و استروژن ترشح می‌کنند. حیوانات با سطوح بالای این هورمون‌ها که بستگی به گونه‌شان می‌تواند یک اتفاق فصلی باشد، مثلاً در فصل گاوبانگی، تهاجمی‌تر هستند که منجر به دفعات بیشتر حمله نه تنها به انسان‌ها، بلکه در بین آنها می‌شود. طبق گفته شورای ایمنی ملی، در ایالات متحده، احتمال کشته شدن یک فرد توسط سگ اهلی بیشتر از مرگ بر اثر برخورد صاعقه است.

## کدهای پزشکی برای حمله جانوران
| کد    | توضیحات                                                           |
| ----- | ----------------------------------------------------------------- |
| W53   | تماس با جوندگان                                                   |
| W54   | تماس با سگ                                                        |
| W55   | تماس با پستانداران دیگر                                           |
| W56   | تماس با جانوران دریایی غیرسمی                                     |
| W57   | توسط حشرات غیرسمی و دیگر بندپایان غیرسمی گزیده یا نیش زده شده است |
| W58   | تماس با تمساح یا الیگاتور                                         |
| W59   | تماس با دیگر خزندگان غیرسمی                                       |
| W61   | تماس با پرندگان (اهلی یا وحشی)                                    |
| W62   | تماس با دوزیستان غیرسمی                                           |
| مرجع: |                                                                   |